# Italiani di New Orleans

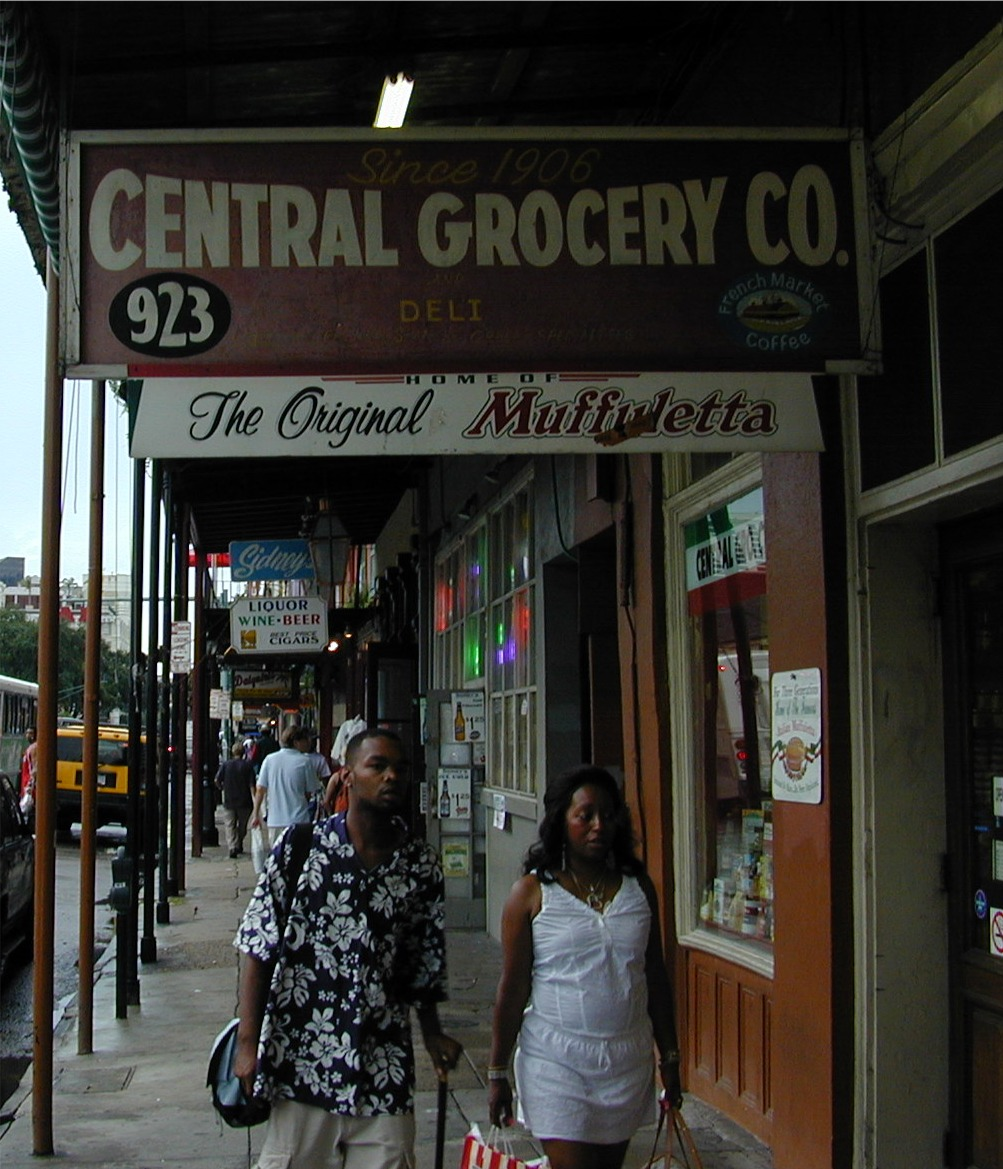
La Central Grocery, tipico negozio italo-americano di New Orleans

Gli Italiani di New Orleans comprendono i discendenti degli immigrati dall'Italia e nel 2004 erano circa 250.000.

## Storia
Molti siciliani emigrarono a New Orleans nel XIX secolo, in viaggio sulla rotta Palermo-New Orleans con la nave. La maggior parte degli immigrati italiani di quest'epoca arrivarono dalla Sicilia.
Nel 1843 fu costituita la Società Italiana di Mutua Beneficenza. e nel 1879 la San Bartolomeo Society, quest'ultima fondata da immigrati di Ustica. Joseph Maselli, un italiano di New Orleans, ha fondato nel 2004 il primo pan-U.S. Italian-American federation of organizations.